# Chandler, Arizona
Chandler är en stad i den amerikanska delstaten Arizona med en yta av 150,2 km² och en starkt växande befolkning, som uppgår till cirka 220 000 invånare (2004). Av befolkningen är cirka 21 procent av latinamerikansk härkomst.
Staden är belägen i den centrala delen av delstaten cirka 30 km sydost om huvudstaden Phoenix.